# Thomas Kemmerich
Thomas Kemmerich (Aachen, 1965. február 20. –) német politikus, négy hétig Türingia miniszterelnöke volt.

## Életpályája
1990-ben Kemmerich Erfurtba költözött, és önálló vállalkozói tanácsadóvá vált.
2009 és 2014 között a Türingia tartomány parlamentje (Landtag) tagja, majd 2017 és 2019 között a Bundestag tagja volt.
2015-ben türingiai FDP elnöke lett, majd 2019-ben az ötféjű FDP-frakció vezetője.
A választása 2020. február 5-én országos és nemzetközi szenzációt váltott ki, mivel a harmadik szavazáson a saját képviselőcsoportja és a CDU mellett az AfD képviselőcsoport szavazott érte, ezáltal lehetővé téve választását.
2020. február 8-án Kemmerich bejelentette a lemondását a miniszterelnöki tisztségről, de március 4-ig ideiglenesen maradt a hivatalban.